# Флинн, Мириам
Ми́риам Флинн (англ. Miriam Flynn; 18 июня 1952, Кливленд, Огайо, США) — американская актриса

, сценаристка и кинопродюсер.

## Биография и карьера
Мириам Флинн родилась 18 июня 1952 года в Кливленде (штат Огайо, США).
Перед тем, как ворваться на телевидение, Флинн была членом труппы «Второй город» в 1975 году. Она появилась на сцене вместе с Шелли Лонг, Джорджем Вендтом, Андреа Мартин, Кэтрин О'Хара и Джеймсом Белуши.
Она наиболее известна по роли Кузины Кэтрин в фильме «Каникулы» и Бабушки Лонгнек в франшизе «Земля до начала времён». Она сыграла в других фильмах и в нескольких телесериалах, сыграла роль второго плана Сестры Хелен в ситкоме Fox/WB «Основано на жизни».
Флинн была замужем за сценаритом Уиллом Олдисом, от которого имеет двоих детей.

## Избранная фильмография
| Год       |    | Русское название                 | Оригинальное название    | Роль          |
| --------- | -- | -------------------------------- | ------------------------ | ------------- |
| 1989—1990 | мс | Утиные истории                   | DuckTales                | Гандра Ди     |
| 1998      | с  | Баффи — истребительница вампиров | Buffy the Vampire Slayer | миссис Фрэнк  |
| 2007      | с  | Отчаянные домохозяйки            | Desperate Housewives     | доктор Берман |
| 2010      | с  | Держись, Чарли!                  | Good Luck Charlie        | Джейн         |
| 2016      | с  | Я — зомби                        | iZombie                  | мать Дрейка   |